# End of the Line
End of the Line – kanadyjsko-amerykański horror z 2007 roku w reżyserii Maurice'a Devereaux i Alexandra Shaoul.

## Obsada
- Ilona Elkin – Karen
- Nicoals Wright – Mike
- Neil Napier – Neil
- Emily Shelton – Julie
- Tim Rozon – John
- Joan McBride – Betty
- Nina Fillis – Sarah
- Danny Blanco – Davis
- John Vamvas – Frankie
- Robert Vezina – Jerry
- Kent McQuaid – Ron
- Robin Wilcock – Patrick
- Christine Lan – Viviane
- Lori Graham – Brenda
- David Schaap – Konduktor Bernie